# Störungsmelder (Weblog)
Störungsmelder ist ein Informationsmedium in Form eines Weblogs gegen Rechtsextremismus unter Jugendlichen. Er wurde im November 2007 gemeinsam von Zeit Online, Intro, Gesicht Zeigen! und der Agentur WE DO gegründet und ist über die Webseite der Wochenzeitung Die Zeit „zeit.de“ gehostet. Zu den Unterstützern gehören Persönlichkeiten wie Markus Kavka, Ole Tillmann, Klaas Heufer-Umlauf, Nina Gnädig, Toralf Staud, Andrea Röpke, Roland Kaufhold und Thomas Hitzlsperger sowie Partner wie Spiesser, 11 Freunde, Bolzen, jetzt.de und festivalguide.de. Das Motto des Weblogs ist: „Wir müssen reden. Über Nazis.“
Zwischen Prominenten, Fachleuten und Jugendlichen kommt es über das Informationsmedium zum Austausch. Der 2000 unter dem Vorsitz von Uwe-Karsten Heye und Paul Spiegel gegründete Verein „Gesicht Zeigen! Für ein weltoffenes Deutschland“ veranstaltet seit 2008 unter dem Projektnamen „Störungsmelder on Tour“ vom Bundesministerium der Justiz und für Verbraucherschutz geförderte Veranstaltungen, bei denen die Verantwortlichen direkt mit den Jugendlichen an Schulen in ganz Deutschland in Kontakt treten. Zu den beteiligten Fachjournalisten gehören beziehungsweise gehörten etwa Patrick Gensing (NPD-Blog), Mathias Brodkorb (Endstation Rechts) und Andreas Speit.
Im Jahr 2008 wurde der Störungsmelder mit dem Grimme Online Award ausgezeichnet. In der Begründung hieß es u. a.: „Das Blog zeichnet sich dabei durch eine sehr sachliche und journalistische Auseinandersetzung mit diesem wichtigen Thema aus. Die Beiträge gewähren einen tiefen Einblick in Hintergründe, Vielseitigkeit und Regionalität der rechten Szene in Deutschland. ‚Störungsmelder‘ überzeugt sowohl durch eine hohe Aktualität als auch durch eine intensive Auseinandersetzung mit der gesellschaftlichen Debatte.“
In der Vergangenheit sah sich der Blog immer wieder Störaktionen von mutmaßlich rechtsextremen Benutzern ausgesetzt.